# Durch diese Nacht
Durch diese Nacht ist ein deutscher Fernsehfilm von Rolf Silber aus dem Jahr 2009.

## Handlung
Konzertmanager Jan Kelm ist gerade im Begriff, einen Neustart zu wagen, indem er seiner Frau Karla eine Affäre beichten möchte und sich von seinem ihm nicht guttuenden Geschäftspartner Tom Langer trennen will. Ehe es aber dazu kommt, erleidet Kelm eine Gehirnblutung und kommt auf die Intensivstation. Während seine Frau bemüht ist, eine emotionale Verbindung mit ihrem Mann herzustellen, nutzt Tom Langer den kritischen Gesundheitszustand schamlos aus. Er übernimmt das Geschäft seines einstigen Freundes und schiebt ihm die Betrügereien unter, die er selber begangen hat. Seine Mitarbeiterin Tina, die gerade von Kelm den Laufpass bekommen hat, fordert für ihr Schweigen einen Anteil an der Firma. Karla Kelm ahnt von alldem nichts, denn den Konflikt zwischen Langer und ihrem Mann hat sie nicht bemerkt. Langer will dies ausnutzen, um seine Ziele weiter zu verfolgen. Er überredet Karla zu einer notwendigen Dienstreise, damit er „freie Bahn“ hat. Kaum ist Karla weg, besucht er Jan im Krankenhaus und nutzt dort dessen Hilflosigkeit aus. Er bedroht ihn indirekt und hofft, damit ihn weiter in seinen Dämmerzustand zu drängen. Aber damit erreicht er eher das Gegenteil. Jan beschließt, sich ins Leben zurückzukämpfen. Mit Hilfe seines Zimmernachbarn Arto, der Langers Plan durchschaut hat, gelingt es ihm, erste Aktivitäten zu beginnen. Als er sogar wieder zu sprechen anfängt und seine Frau anruft, kehrt diese sofort von ihrer Reise zurück. Froh darüber, dass es Jan besser geht, ist sie sogar bereit, ihm seine Affäre zu verzeihen, als sie davon erfährt. Langer ist darüber verärgert, schließlich hat er sich schon Hoffnungen auf Karla gemacht. In seiner Wut plant er, Jan aus dem Weg zu räumen, aber in dem Handgemenge, bei dem Arto Jan zu Hilfe kommt, verliert Langer das Gleichgewicht und stürzt tödlich.
Nachdem Jans Gesundheitszustand weitgehend wiederhergestellt ist, kann er das Krankenhaus verlassen.

## Hintergrund
Durch diese Nacht wurde unter dem Arbeitstitel Hinter dem Spiegel vom 13. November 2007 bis zum 15. Dezember 2007 in Frankfurt am Main gedreht. Produziert wurde der Film von der U5 Filmproduktion.
Regisseur und Drehbuchautor Rolf Silber hat für diesen Film seine eigene Geschichte verarbeitet. Er musste mit einem geplatzten Hirn-Aneurysma klarkommen und wollte seine Erfahrung mit der Krankheit in einem Film verarbeiten. Es dauerte insgesamt acht Jahre von der ersten Idee bis zur Fertigstellung des Films.

## Kritik
Rainer Tittelbach von tittelbach.tv urteilte: „Man sieht dem Film das Ringen um den Stoff und um den Zuschauer deutlich an. Äußere Konflikte mussten her, um das Seelendrama 90 Minuten lang zu beleben. Da wurde wild geplottet, da wurden Genres gemixt, da wurde getrickst mit allen Mitteln der Fernsehkunst, damit dieser Stoff gerettet werden konnte. Der Sounddesigner hatte alle Hände voll zu tun und auch visuell wurde das Effektmaschinchen angeschmissen. Ein guter Film ist ‚Durch diese Nacht‘ nicht geworden.“  „Mit einem surrealen inneren Psychodrama lockt man nach Ansicht des ZDF […] kaum einen vor den Bildschirm.“
Die Kritiker der Fernsehzeitschrift TV Spielfilm zeigten mit dem Daumen nach oben und vergaben für Anspruch und Action einen und für Spannung zwei von drei möglichen Punkten.